# Коменешть (Харгіта)
Коменешть, Коменешті (рум. Comănești) — село у повіті Харгіта в Румунії. Входить до складу комуни Мертініш.
Село розташоване на відстані 209 км на північ від Бухареста, 30 км на захід від М'єркуря-Чука, 69 км на північ від Брашова.

## Населення
За даними перепису населення 2002 року у селі проживала 201 особа, з них 199 осіб (99,0%) угорців. Рідною мовою 199 осіб (99,0%) назвали угорську.